# Annonceur
Dans le monde de la communication et des médias, un annonceur est une entreprise qui investit en vue de se faire connaitre en général via une campagne de marketing. L'annonceur est un professionnel qui est responsable d'une marque ou d'un produit. Il se charge d'établir une campagne publicitaire en la commanditant, en choisissant une agence de publicité et en confiant à un chef de produit le soin de suivre l'évolution de cette campagne.
Cet investissement ne concerne pas seulement les annonces publicitaires dans la presse : il peut se traduire par toute forme d'achat d'espace ou de moyen de communication (spot télévision, radio, affichage, mais aussi publipostage, publicité sur le lieu de vente ou PLV, marketing téléphonique, communication sur la Toile, etc.)

Affichage : 
En vue d’assurer la liberté d’opinion et de répondre aux besoins des associations, les communes ont l’obligation de mettre à disposition des citoyens des surfaces d’affichage, dites d’« affichage libre » (Art. L.581-16). Il est constaté que ces emplacements réservés sont parfois utilisés par les publicités commerciales, en faveur des spectacles par exemple. De tels abus peuvent être sanctionnés pour méconnaissance de l’article L.581-24 puisque l’autorisation du propriétaire de l’emplacement n’a pas été sollicitée. Dans ce cas, c’est l’annonceur qui fera l’objet de sanctions.
Digitale :
En croissance constante, la publicité digitale est en train de dépasser la publicité "traditionnelle", notamment aux États-Unis (les annonceurs américains ont dépensé plus de 129 milliards de dollars en publicité numérique en 2019, contre plus 109 milliards pour la publicité "traditionnelle" la même année). Les réseaux sociaux et les moteurs de recherches tirent une part importante de leur revenu de la publicité ciblée grâce aux données qu'ils récoltent, Facebook et Google étant les entreprises les plus importantes dans ce domaine, et sont régulièrement épinglées pour leurs pratiques abusives,